# Ederson Trinidad Lopes
Ederson Trinidad Lopes (født 31. december 1984) er en brasiliansk fodboldspiller.
Han har spillet for flere forskellige klubber i sin karriere, herunder Thespakusatsu Gunma.